# Acantholimon aulieatense
Acantholimon aulieatense är en triftväxtart som beskrevs av Ekaterina Georgiewna Czerniakowska. Acantholimon aulieatense ingår i släktet Acantholimon och familjen triftväxter. Inga underarter finns listade i Catalogue of Life.